# النبي صموئيل
النّبي صموئيل قرية صغيرة تقع على أعلى تلة إلى الشّمال الغربيّ من مدينة القدس. يسكن في القرية 250 فلسطينياً، معزولين عن القدس وعن بقية مناطق الضّفة الغربيّة بجدار الضمّ  والتوسع الذي يطوّق القرية، وبواسطة مستوطنة رامات ألون والحديقة «القومية» المجاورة، التي منع السكان من دخولها. قبل احتلالها عام 1967 بلغت مساحة القرية 3,500 دونم، أما اليوم وبعد مصادرة أراضيها فإنها تملك فقط 1,050 دونم.

## خلفية تاريخية
يعتقد أن القرية هي موقع قبر النّبي صموئيل عليه السّلام ومنه اكتسبت اسمها. ويعتبر موقع القبر في القرية مقاماً مُقدساً للمسلمين والمسيحين واليهود لقرون طويلة. ويعود بناء مسجد النبي صموئيل إلى عام 1720.
في العام 1099 احتل الصليبيون القرية، وأطلقوا اسم «جبل البهجة» على تلة القرية نظراً لأنها مكنتهم من مشاهدة مدينة القدس من بعيد لأول مرة. فيما بعد، قام صلاح الدين الأيوبي بتحرير القرية من أيدي الصليبيين، وحوّل القلعة البيزنطية إلى مسجد. وقد جعل الموقع الاستراتيجي للمسجد منه محطاً لأنظار الغزاة الذين سعوا للسيطرة عليها لكونه نقطة مشرفة على مدينة القدس.
في عام 1967، كان يسكن في النبي صموئيل ما يقارب 1000 فلسطيني، إلا أن بعضهم هُجّر بفعل الاحتلال.هُدمت معظم بيوت القرية على يد قوات الاحتلال عام 1971. وقد استخدمت سلطات الاحتلال قداسة المقام كحجة لمصادرة أراضي القرية لبناء مرافق حول الموقع الأثري.

## الحياة الإجتماعية
يعيش في النبي صموئيل 250 نسمة، وتجذب العديد من السياح والزائرين، خاصة أنها تعتبر من أعلى تلال القدس، وتشرف على المدينة، وتعتبر مراقبة مشهد الغروب من التلة أمرا يأسر الأنفاس، فالواقف على أعلى التلة يؤخذ بالجو الهادئ، والمظهر الرائع لمدينة القدس، ونسيم الربيع العليل الذي يداعب وجهه. كما يضييف تاريخ القرية الغني ووجود القبر والمسجد فيها لمسة من القداسة على تلك التجربة. على الرغم من ذلك، فإن جمال القرية الخلاب، وتاريخها الغني، وموقعها الاستراتيجي، قد جعلها هدفا لسياسات الاستيطان الإسرائيلي.
تُحرَم النّبي صموئيل من الخدمات الأساسية والبنى التحتية اللازمة لإدارة حياة يومية في أي قرية، مثل العيادات، وشبكة المياه، بل حتى مدرسة القرية الوحيدة توجد تحت طائلة الهدم. ويحاول السّكان التغلب على هذه المعيقات من خلال الاعتماد على الذات. ويعتبر المركز النّسوي في القرية مثالاً عظيماً على الجهود المبذولة من أبناء القرية لتطويرها وتعزيز صمودها رغم كل تضييقات الحصار الإسرائيلي عليها. يقوم المركز بتنفيذ مشاريع لتمكين النساء اقتصادياً عبر مساعدتهم على تربية الحيوانات والدواجن. كما ينسق المركز عمله مع المؤسسات المحلية في القرى المجاورة مثل بيت دقو وبيت اكسا وبير نبالا والجيب، وذلك بهدف خلق مشاريع صغيرة ممولة ذاتية تساعد في تطوير هذه القرى التي تعاني جميعها من ظروف مشابهة من العزل والحصار.

## الإقتلاع والتهجير
كان عدد من سكان القرية الحاليين أطفالاً عندما هدمت سلطات الاحتلال عدداّ من البيوت عام 1971، وما زال بعضهم يتذكر مشاهد التهجير واحتلال القرية عام 1967. رغم مرور سنوات طويلة على هذه الحادثة، إلا أن خطر التهجير والاقتلاع ما زال قائماً، فقد أعلنت سلطات الاحتلال مؤخراً عن نيتها توسيع «الحديقة القومية» المجاورة للمسجد، مما يعني أن تهجير السّكان واقتلاعهم مرة أخرى بات أمراً وشيكاً.